# Розрахунки на берегах
Розрахунки на берегах[джерело не вказане 703 дні] — це грубі, приблизні розрахунки, зазвичай нашвидкоруч записані на будь-якому доступному клаптику паперу, наприклад на берегах заповненого зошита, записничка, чи книги. Це більше ніж здогадка, але менше ніж точні обчислення або математичне доведення. Визначальна характеристика розрахунків на берегах це використання спрощувальних припущень. Також у цьому значені можна почути «розрахунки на серветці».

## Історія
У природничих науках, розрахунки на берегах часто пов'язують з фізиком Енріко Фермі, якого добре знали за наголошення на тому, що складні наукові рівняння можна апроксимізувати до порядку величини, тобто до десяти разів, використовуючи прості розрахунки. На сьогодні термін «запитання Фермі» позначає питання з фізики яке вимагає швидкої грубої оцінки, точну оцінку для якого дати або дуже складно, або неможливо. Прикладом такого питання може бути питання про кількість крапель в озері Світязь.
Фермі був відомий завдяки здатності швидко і точно відповідати на задачі, що спантеличували інших. Відомий приклад цього відбувся під час першого тесту атомної бомби в Нью-Мексико 16 липня 1945. Коли вибухова хвиля досягла його, Фермі опустив шматочки паперу. Вимірявши відстань, на яку їх віднесло, він зміг порівняти із попередньо розрахованою таблицею і таким чином оцінити енергію бомби в 10 кілотон ТНТ; точно виміряний результат був 18,6.

## Приклади
Нобелівський лавреат Чарлз Гард Таунс у відео інтерв'ю для Берклі з нагоди 50-тиріччя лазера, описав як сидячи в парку він витяг конверт із кишені і занотував розрахунки під час його початкової здогадки про лазери.
1989-го року нарис протоколу граничного шлюзу, важливого протоколу інтернету, було зроблено на обороті трьох серветок зі слідами кетчупу, і досі він відомий як «трисерветковий протокол».
Кен Томпсон і Роб Пайк розробили UTF-8, панівне кодування символів для всесвітнього павутіння,  на килимку для тарілок.